# Segunda División de Costa Rica 2004-05
La temporada 2004-05 de la Segunda División de Costa Rica fue la edición 83° del torneo de liga de fútbol de dicho país, iniciando en agosto de 2004 y finalizando en mayo de 2005.

## Sistema de competición
El torneo de la Segunda División está conformado en dos partes:
- Fase de clasificación: Se integra por las 14 jornadas del torneo.
- Fase final: Se integra por los cuartos de final, semifinales y final.

### Fase de clasificación
En la fase de clasificación se observará el sistema de puntos. La ubicación en la tabla general está sujeta a lo siguiente:
- Por juego ganado se obtendrán tres puntos.
- Por juego empatado se obtendrá un punto.
- Por juego perdido no se otorgan puntos.

En esta fase participan los 22 clubes de la Segunda División jugando en tres grupos A, B y C durante las 14 jornadas respectivas.
El orden de los clubes al final de la fase de calificación del torneo corresponderá a la suma de los puntos obtenidos por cada uno de ellos y se presentará en forma descendente. Si al finalizar las 14 jornadas del torneo, dos o más clubes estuviesen empatados en puntos, su posición en la tabla general será determinada atendiendo a los siguientes criterios de desempate:
1. Mayor diferencia positiva general de goles. Este resultado se obtiene mediante la sumatoria de los goles anotados a todos los rivales, en cada campeonato menos los goles recibidos de estos.
2. Mayor cantidad de goles a favor, anotados a todos los rivales dentro de la misma competencia.
3. Mejor puntuación particular que hayan conseguido en las confrontaciones particulares entre ellos mismos.
4. Mayor diferencia positiva particular de goles, la cual se obtiene sumando los goles de los equipos empatados y restándole los goles recibidos.
5. Mayor cantidad de goles a favor que hayan conseguido en las confrontaciones entre ellos mismos.
6. Como última alternativa, el ente organizador realizaría un sorteo para el desempate.

### Fase final
Los dos clubes mejores calificados de cada grupo serán reubicados de acuerdo con el lugar que ocupen en la tabla general al término de la jornada 14, con el puesto del número uno al club mejor clasificado, y así hasta el segundo por cada grupo. Dos de los tres mejores terceros del grupo entran a esta instancia. Los partidos a esta fase se desarrollan a visita recíproca, en las siguientes etapas:
- Cuartos de final
- Semifinales
- Final

Disputan el título los dos clubes que hayan superado las etapas, coronando un campeón por cada torneo y el ganador tendría un lugar para desarrollar una gran final por el ascenso. Si un equipo repite y es campeón de los dos torneos, se proclama ascendido automáticamente.

## Torneo de Apertura

### Tabla de posiciones

#### Grupo A
| Pos. | Equipo               | Pts. | PJ | PG | PE | PP | GF | GC | Dif. |
| ---- | -------------------- | ---- | -- | -- | -- | -- | -- | -- | ---- |
| 1.º  | Grecia               | 30   | 14 | 10 | 0  | 4  | 28 | 18 | 10   |
| 2.º  | San Carlos           | 29   | 14 | 9  | 2  | 3  | 31 | 18 | 13   |
| 3.º  | Municipal Puntarenas | 28   | 14 | 9  | 1  | 4  | 21 | 18 | 3    |
| 4.º  | Cartagena            | 19   | 14 | 6  | 1  | 7  | 22 | 23 | −1   |
| 5.º  | Alfaro Ruiz          | 17   | 14 | 5  | 2  | 7  | 23 | 25 | −2   |
| 6.º  | ACEPO FC             | 16   | 14 | 4  | 4  | 6  | 17 | 23 | −6   |
| 7.º  | Puntarenense         | 13   | 14 | 4  | 1  | 9  | 22 | 29 | −7   |
| 8.º  | Santacruceña         | 10   | 14 | 3  | 1  | 10 | 13 | 23 | −10  |

|  | Clasifica directo a cuartos de final            |
|  | Clasifica como mejor tercero a cuartos de final |

#### Grupo B
| Pos. | Equipo              | Pts. | PJ | PG | PE | PP | GF | GC | Dif. |
| ---- | ------------------- | ---- | -- | -- | -- | -- | -- | -- | ---- |
| 1.º  | Fusión Tibás        | 32   | 14 | 10 | 2  | 2  | 28 | 12 | 16   |
| 2.º  | Univ. de Costa Rica | 25   | 14 | 7  | 4  | 3  | 24 | 12 | 12   |
| 3.º  | Limonense           | 24   | 14 | 6  | 6  | 2  | 24 | 15 | 9    |
| 4.º  | Cariari             | 21   | 14 | 6  | 3  | 5  | 27 | 23 | 4    |
| 5.º  | El Roble            | 12   | 14 | 3  | 3  | 8  | 17 | 26 | −9   |
| 6.º  | Goicoechea          | 11   | 14 | 2  | 5  | 7  | 12 | 20 | −8   |
| 7.º  | San Lorenzo         | 8    | 14 | 2  | 2  | 10 | 17 | 36 | −19  |

|  | Clasifica directo a cuartos de final            |
|  | Clasifica como mejor tercero a cuartos de final |

#### Grupo C
| Pos. | Equipo          | Pts. | PJ | PG | PE | PP | GF | GC | Dif. |
| ---- | --------------- | ---- | -- | -- | -- | -- | -- | -- | ---- |
| 1.º  | Turrialba       | 28   | 14 | 8  | 4  | 2  | 22 | 6  | 16   |
| 2.º  | Uruguay         | 26   | 14 | 7  | 5  | 2  | 22 | 14 | 8    |
| 3.º  | Barrio México   | 23   | 14 | 7  | 2  | 5  | 22 | 19 | 3    |
| 4.º  | Osa             | 19   | 14 | 5  | 4  | 5  | 19 | 26 | −7   |
| 5.º  | Puriscal        | 18   | 14 | 5  | 3  | 6  | 20 | 21 | −1   |
| 6.º  | Paraíso         | 14   | 14 | 4  | 2  | 8  | 18 | 24 | −6   |
| 7.º  | Sagrada Familia | 9    | 14 | 2  | 3  | 9  | 14 | 32 | −18  |

|  | Clasifica directo a cuartos de final            |
|  | Clasifica como mejor tercero a cuartos de final |

### Fase final

#### Cuadro de desarrollo
|  | Cuartos de final                                       | Cuartos de final                                       | Cuartos de final                                       | Cuartos de final                                       |   |    | Semifinales                                         | Semifinales                                         | Semifinales                                         | Semifinales                                         |  |    | Final                                          | Final                                          | Final                                          | Final                                          |  |
|  | 27 / 28 de noviembre (ida) 4 / 5 de diciembre (vuelta) | 27 / 28 de noviembre (ida) 4 / 5 de diciembre (vuelta) | 27 / 28 de noviembre (ida) 4 / 5 de diciembre (vuelta) | 27 / 28 de noviembre (ida) 4 / 5 de diciembre (vuelta) |   |    | 12 de diciembre (ida) 19 / 21 de diciembre (vuelta) | 12 de diciembre (ida) 19 / 21 de diciembre (vuelta) | 12 de diciembre (ida) 19 / 21 de diciembre (vuelta) | 12 de diciembre (ida) 19 / 21 de diciembre (vuelta) |  |    | 26 de diciembre (ida) 29 de diciembre (vuelta) | 26 de diciembre (ida) 29 de diciembre (vuelta) | 26 de diciembre (ida) 29 de diciembre (vuelta) | 26 de diciembre (ida) 29 de diciembre (vuelta) |  |
|  |                                                        |                                                        |                                                        |                                                        |   |    |                                                     |                                                     |                                                     |                                                     |  |    |                                                |                                                |                                                |                                                |  |
|  |                                                        |                                                        |                                                        |                                                        |   |    |                                                     |                                                     |                                                     |                                                     |  |    |                                                |                                                |                                                |                                                |  |
|  | 1° B                                                   | Fusión Tibás                                           | 0                                                      | 3                                                      |   |    |                                                     |                                                     |                                                     |                                                     |  |    |                                                |                                                |                                                |                                                |  |
|  | 1° B                                                   | Fusión Tibás                                           | 0                                                      | 3                                                      |   |    |                                                     |                                                     |                                                     |                                                     |  |    |                                                |                                                |                                                |                                                |  |
|  | 3° B                                                   | Limonense                                              | 1                                                      | 1                                                      |   |    |                                                     |                                                     |                                                     |                                                     |  |    |                                                |                                                |                                                |                                                |  |
|  | 3° B                                                   | Limonense                                              | 1                                                      | 1                                                      |   | C1 | Fusión Tibás                                        | 3                                                   | 1                                                   |                                                     |  |    |                                                |                                                |                                                |                                                |  |
|  |                                                        |                                                        |                                                        |                                                        |   | C1 | Fusión Tibás                                        | 3                                                   | 1                                                   |                                                     |  |    |                                                |                                                |                                                |                                                |  |
|  |                                                        |                                                        | C2                                                     | Grecia                                                 | 2 | 1  |                                                     |                                                     |                                                     |                                                     |  |    |                                                |                                                |                                                |                                                |  |
|  | 1° A                                                   | Grecia                                                 | C2                                                     | Grecia                                                 | 2 | 1  | 0                                                   | 1 (3)                                               |                                                     |                                                     |  |    |                                                |                                                |                                                |                                                |  |
|  | 1° A                                                   | Grecia                                                 |                                                        |                                                        |   |    |                                                     |                                                     |                                                     |                                                     |  |    |                                                |                                                |                                                |                                                |  |
|  | 3° A                                                   | Municipal Puntarenas                                   | 1                                                      | 0 (2)                                                  |   |    |                                                     |                                                     |                                                     |                                                     |  |    |                                                |                                                |                                                |                                                |  |
|  | 3° A                                                   | Municipal Puntarenas                                   | 1                                                      | 0 (2)                                                  |   |    |                                                     |                                                     |                                                     |                                                     |  | F1 | Fusión Tibás                                   | 1                                              | 2                                              |                                                |  |
|  |                                                        |                                                        |                                                        |                                                        |   |    |                                                     |                                                     |                                                     |                                                     |  | F1 | Fusión Tibás                                   | 1                                              | 2                                              |                                                |  |
|  |                                                        |                                                        | F2                                                     | San Carlos                                             | 1 | 1  |                                                     |                                                     |                                                     |                                                     |  |    |                                                |                                                |                                                |                                                |  |
|  | 1° C                                                   | Turrialba                                              | F2                                                     | San Carlos                                             | 1 | 1  | 0                                                   | 1                                                   |                                                     |                                                     |  |    |                                                |                                                |                                                |                                                |  |
|  | 1° C                                                   | Turrialba                                              |                                                        |                                                        |   |    |                                                     |                                                     |                                                     |                                                     |  |    |                                                |                                                |                                                |                                                |  |
|  | 2° A                                                   | San Carlos                                             | 1                                                      | 2                                                      |   |    |                                                     |                                                     |                                                     |                                                     |  |    |                                                |                                                |                                                |                                                |  |
|  | 2° A                                                   | San Carlos                                             | 1                                                      | 2                                                      |   | C3 | San Carlos                                          | 0                                                   | 3                                                   |                                                     |  |    |                                                |                                                |                                                |                                                |  |
|  |                                                        |                                                        |                                                        |                                                        |   | C3 | San Carlos                                          | 0                                                   | 3                                                   |                                                     |  |    |                                                |                                                |                                                |                                                |  |
|  |                                                        |                                                        | C4                                                     | Univ. de Costa Rica                                    | 1 | 0  |                                                     |                                                     |                                                     |                                                     |  |    |                                                |                                                |                                                |                                                |  |
|  | 2° C                                                   | Uruguay                                                | C4                                                     | Univ. de Costa Rica                                    | 1 | 0  | 1                                                   | 1                                                   |                                                     |                                                     |  |    |                                                |                                                |                                                |                                                |  |
|  | 2° C                                                   | Uruguay                                                |                                                        |                                                        |   |    |                                                     |                                                     |                                                     |                                                     |  |    |                                                |                                                |                                                |                                                |  |
|  | 2° B                                                   | Univ. de Costa Rica                                    | 2                                                      | 1                                                      |   |    |                                                     |                                                     |                                                     |                                                     |  |    |                                                |                                                |                                                |                                                |  |
|  | 2° B                                                   | Univ. de Costa Rica                                    | 2                                                      | 1                                                      |   |    |                                                     |                                                     |                                                     |                                                     |  |    |                                                |                                                |                                                |                                                |  |
|  |                                                        |                                                        |                                                        |                                                        |   |    |                                                     |                                                     |                                                     |                                                     |  |    |                                                |                                                |                                                |                                                |  |

### Cuartos de final

#### Fusión Tibás - Limonense
| 27 de noviembre de 2004, 15:00 | Limonense             | 1:0 (0:0) | Fusión Tibás | Estadio Juan Gobán, Limón |  |
|                                | - Froilán Guthrie 67' | Reporte   |              |                           |  |

| 5 de diciembre de 2004, 11:00 | Fusión Tibás                                               | 3:1 (1:0) (Global 3:2) | Limonense             | Estadio Ricardo Saprissa, Tibás, San José |  |
|                               | - Randall Azofeifa 19' (t.l.), 67' - Cristian Carrillo 73' | Reporte                | - Froilán Guthrie 85' |                                           |  |

#### Grecia - Puntarenas
| 28 de noviembre de 2004, 11:00 | Municipal Puntarenas         | 1:0 (0:0) | Municipal Grecia | Estadio "Lito" Pérez, Puntarenas |  |
|                                | - Mario Barrantes 73' (pen.) | Reporte   |                  |                                  |  |

| 5 de diciembre de 2004, 15:00 | Municipal Grecia                                         | 1:0 (3:2 p.)(Global 1:1)   | Municipal Puntarenas                     | Estadio Allen Riggioni, Grecia, Alajuela |  |
|                               | Anotado                                                  | Reporte                    |                                          |                                          |  |
|                               |                                                          | Tiros desde el punto penal |                                          |                                          |  |
|                               | - Roberto Mudarra - Cristopher Trejos - Kenny Cunningham |                            | - Luis Fernando Jiménez - Léster Jiménez |                                          |  |

#### Uruguay - Universidad
| 28 de noviembre de 2004, 11:00 | Universidad de Costa Rica                        | 2:1 (1:0) | Uruguay de Coronado | Estadio Ecológico, Montes de Oca, San José |  |
|                                | - Randy Cubero 43' (pen.) - Heriberto Quirós 67' | Reporte   | - John González 55' |                                            |  |

| 4 de diciembre de 2004, 19:00 | Uruguay de Coronado   | 1:1 (0:0) (Global 2:3) | Universidad de Costa Rica | Estadio El Labrador, Coronado, San José |  |
|                               | - William Roblero 55' | Reporte                | - Randy Cubero 81'        |                                         |  |

#### San Carlos - Turrialba
| 28 de noviembre de 2004, 15:00 | Turrialba | 0:1 (0:1) | San Carlos           | Estadio Rafael Camacho, Turrialba, Cartago |  |
|                                |           | Reporte   | - Ricardo Vargas 15' |                                            |  |

| 4 de diciembre de 2004, 19:15 | San Carlos                             | 2:1 (1:1) (Global 3:1) | Turrialba              | Estadio Carlos Ugalde, San Carlos, Alajuela |  |
|                               | - Jimmy Vargas 44' - Pablo Álvarez 87' | Reporte                | - Eduardo Valverde 14' |                                             |  |

### Semifinales

#### San Carlos - Universidad
| 12 de diciembre de 2004 | Universidad de Costa Rica | 1:0 (0:0) | San Carlos | Estadio Ecológico, Montes de Oca, San José |  |
|                         | - Javier Loaiza 88'       | Reporte   |            |                                            |  |

| 21 de diciembre de 2004, 19:15 | San Carlos | 3:0 (Global 3:1) | Universidad de Costa Rica | Estadio Carlos Ugalde, San Carlos, Alajuela |  |

#### Fusión Tibás - Grecia
| 12 de diciembre de 2004, 15:00 | Municipal Grecia                              | 2:3 (0:2) | Fusión Tibás                                     | Estadio Allen Riggioni, Grecia, Alajuela |  |
|                                | - Gustavo Bonilla 78' - Roberto Mudarra 90+1' | Reporte   | - Johnny Acosta 21' - Cristian Carrillo 36', 67' |                                          |  |

| 19 de diciembre de 2004, 15:00 | Fusión Tibás        | 1:1 (1:0) (Global 4:3) | Municipal Grecia       | Estadio Ricardo Saprissa, Tibás, San José |  |
|                                | - Armando Alonso 6' | Reporte                | - Kenny Cunningham 73' |                                           |  |

### Final

#### Fusión Tibás - San Carlos
| 26 de diciembre de 2004, 15:00 | San Carlos           | 1:1 (0:1) | Fusión Tibás        | Estadio Carlos Ugalde, San Carlos, Alajuela |                         |
|                                | - Ricardo Vargas 49' | Reporte   | - Johnny Acosta 20' | Árbitro(s): Rafael Vega                     | Árbitro(s): Rafael Vega |

| 29 de diciembre de 2004, 16:00 | Fusión Tibás                                     | 2:1 (0:0, 1:1) (2:1 t. s.)(Global 3:2) | San Carlos                  | Estadio Ricardo Saprissa, Tibás, San José |                           |
|                                | - Saúl Phillips 73' (pen.) - Armando Alonso 111' | Reporte                                | - Ricardo Vargas 58' (pen.) | Árbitro(s): Jeffrey Solís                 | Árbitro(s): Jeffrey Solís |

## Torneo de Clausura

### Tabla de posiciones

#### Grupo A
| Pos. | Equipo               | Pts. | PJ | PG | PE | PP | GF | GC | Dif. |
| ---- | -------------------- | ---- | -- | -- | -- | -- | -- | -- | ---- |
| 1.º  | San Carlos           | 33   | 14 | 10 | 3  | 1  | 26 | 10 | 16   |
| 2.º  | Santacruceña         | 32   | 14 | 10 | 2  | 2  | 27 | 13 | 14   |
| 3.º  | Alfaro Ruiz          | 24   | 14 | 8  | 0  | 6  | 26 | 20 | 6    |
| 4.º  | Municipal Puntarenas | 20   | 13 | 6  | 2  | 5  | 16 | 15 | 1    |
| 5.º  | Puntarenense         | 18   | 14 | 5  | 3  | 6  | 17 | 21 | −4   |
| 6.º  | Grecia               | 15   | 14 | 4  | 3  | 7  | 19 | 19 | 0    |
| 7.º  | Cartagena            | 13   | 13 | 4  | 1  | 8  | 14 | 16 | −2   |
| 8.º  | ACEPO                | 3    | 14 | 1  | 0  | 13 | 10 | 41 | −31  |

|  | Clasifica directo a cuartos de final            |
|  | Clasifica como mejor tercero a cuartos de final |

#### Grupo B
| Pos. | Equipo              | Pts. | PJ | PG | PE | PP | GF | GC | Dif. |
| ---- | ------------------- | ---- | -- | -- | -- | -- | -- | -- | ---- |
| 1.º  | Fusión Tibás        | 34   | 14 | 11 | 1  | 2  | 50 | 16 | 34   |
| 2.º  | Univ. de Costa Rica | 27   | 14 | 8  | 3  | 3  | 27 | 16 | 11   |
| 3.º  | Goicoechea          | 21   | 14 | 6  | 3  | 5  | 24 | 22 | 2    |
| 4.º  | Cariari             | 16   | 14 | 4  | 4  | 6  | 20 | 27 | −7   |
| 5.º  | El Roble            | 14   | 14 | 4  | 2  | 8  | 17 | 23 | −6   |
| 6.º  | Limonense           | 14   | 14 | 4  | 2  | 8  | 20 | 34 | −14  |
| 7.º  | San Lorenzo         | 10   | 14 | 2  | 4  | 8  | 12 | 24 | −12  |

|  | Clasifica directo a cuartos de final            |
|  | Clasifica como mejor tercero a cuartos de final |

#### Grupo C
| Pos. | Equipo          | Pts. | PJ | PG | PE | PP | GF | GC | Dif. |
| ---- | --------------- | ---- | -- | -- | -- | -- | -- | -- | ---- |
| 1.º  | Barrio México   | 33   | 14 | 10 | 3  | 1  | 26 | 13 | 13   |
| 2.º  | Uruguay         | 26   | 14 | 8  | 2  | 4  | 22 | 17 | 5    |
| 3.º  | Turrialba       | 23   | 14 | 7  | 2  | 5  | 21 | 13 | 8    |
| 4.º  | Paraíso         | 21   | 14 | 6  | 3  | 5  | 16 | 14 | 2    |
| 5.º  | Puriscal        | 17   | 14 | 5  | 2  | 7  | 25 | 30 | −5   |
| 6.º  | Osa             | 10   | 14 | 3  | 1  | 10 | 19 | 35 | −16  |
| 7.º  | Sagrada Familia | 11   | 14 | 3  | 2  | 9  | 10 | 25 | −15  |

|  | Clasifica directo a cuartos de final            |
|  | Clasifica como mejor tercero a cuartos de final |

### Tabla acumulada de la temporada
| Pos. | Equipo               | Pts. | PJ | PG | PE | PP | GF | GC | Dif. |
| ---- | -------------------- | ---- | -- | -- | -- | -- | -- | -- | ---- |
| 1.º  | Fusión Tibás         | 66   | 28 | 21 | 3  | 4  | 78 | 28 | 50   |
| 2.º  | San Carlos           | 62   | 28 | 19 | 5  | 4  | 57 | 28 | 29   |
| 3.º  | Barrio México        | 56   | 28 | 17 | 5  | 6  | 48 | 32 | 16   |
| 4.º  | Univ. de Costa Rica  | 52   | 28 | 15 | 7  | 6  | 51 | 28 | 23   |
| 5.º  | Uruguay              | 52   | 28 | 15 | 7  | 6  | 44 | 31 | 13   |
| 6.º  | Turrialba            | 51   | 28 | 15 | 6  | 7  | 43 | 19 | 24   |
| 7.º  | Municipal Puntarenas | 48   | 27 | 15 | 3  | 9  | 37 | 33 | 4    |
| 8.º  | Grecia               | 45   | 28 | 14 | 3  | 11 | 47 | 37 | 10   |
| 9.º  | Santacruceña         | 42   | 28 | 13 | 3  | 12 | 40 | 36 | 4    |
| 10.º | Alfaro Ruiz          | 41   | 28 | 13 | 2  | 13 | 49 | 45 | 4    |
| 11.º | Limonense            | 38   | 28 | 10 | 8  | 10 | 44 | 49 | −5   |
| 12.º | Cariari              | 37   | 28 | 10 | 7  | 11 | 47 | 50 | −3   |
| 13.º | Paraíso              | 35   | 28 | 10 | 5  | 13 | 34 | 38 | −4   |
| 14.º | Puriscal             | 35   | 28 | 10 | 5  | 13 | 45 | 51 | −6   |
| 15.º | Cartagena            | 32   | 27 | 10 | 2  | 15 | 36 | 39 | −3   |
| 16.º | Goicoechea           | 32   | 28 | 8  | 8  | 12 | 36 | 42 | −6   |
| 17.º | Puntarenense         | 31   | 28 | 9  | 4  | 15 | 39 | 50 | −11  |
| 18.º | Osa                  | 29   | 28 | 8  | 5  | 15 | 38 | 61 | −23  |
| 19.º | El Roble             | 26   | 28 | 7  | 5  | 16 | 34 | 49 | −15  |
| 20.º | Sagrada Familia      | 20   | 28 | 5  | 5  | 18 | 24 | 57 | −33  |
| 21.º | ACEPO                | 19   | 28 | 5  | 4  | 19 | 27 | 64 | −37  |
| 22.º | San Lorenzo          | 18   | 28 | 4  | 6  | 18 | 29 | 60 | −31  |

|  | Ascendido a Primera División  |
|  | Descendido a Tercera División |

### Fase final

#### Cuadro de desarrollo
|  | Cuartos de final                                     | Cuartos de final                                     | Cuartos de final                                     | Cuartos de final                                     |   |       | Semifinales                                        | Semifinales                                        | Semifinales                                        | Semifinales                                        |  |    | Final                               | Final                               | Final                               | Final                               |  |
|  | 9 / 10 / 11 de abril (ida) 16 / 17 de abril (vuelta) | 9 / 10 / 11 de abril (ida) 16 / 17 de abril (vuelta) | 9 / 10 / 11 de abril (ida) 16 / 17 de abril (vuelta) | 9 / 10 / 11 de abril (ida) 16 / 17 de abril (vuelta) |   |       | 23 de abril (ida) 30 de abril / 1 de mayo (vuelta) | 23 de abril (ida) 30 de abril / 1 de mayo (vuelta) | 23 de abril (ida) 30 de abril / 1 de mayo (vuelta) | 23 de abril (ida) 30 de abril / 1 de mayo (vuelta) |  |    | 8 de mayo (ida) 14 de mayo (vuelta) | 8 de mayo (ida) 14 de mayo (vuelta) | 8 de mayo (ida) 14 de mayo (vuelta) | 8 de mayo (ida) 14 de mayo (vuelta) |  |
|  |                                                      |                                                      |                                                      |                                                      |   |       |                                                    |                                                    |                                                    |                                                    |  |    |                                     |                                     |                                     |                                     |  |
|  |                                                      |                                                      |                                                      |                                                      |   |       |                                                    |                                                    |                                                    |                                                    |  |    |                                     |                                     |                                     |                                     |  |
|  | 1° A                                                 | San Carlos                                           | 0                                                    | 3                                                    |   |       |                                                    |                                                    |                                                    |                                                    |  |    |                                     |                                     |                                     |                                     |  |
|  | 1° A                                                 | San Carlos                                           | 0                                                    | 3                                                    |   |       |                                                    |                                                    |                                                    |                                                    |  |    |                                     |                                     |                                     |                                     |  |
|  | 3° A                                                 | Alfaro Ruiz                                          | 2                                                    | 0                                                    |   |       |                                                    |                                                    |                                                    |                                                    |  |    |                                     |                                     |                                     |                                     |  |
|  | 3° A                                                 | Alfaro Ruiz                                          | 2                                                    | 0                                                    |   | C1    | Fusión Tibás                                       | 0                                                  | 1 (4)                                              |                                                    |  |    |                                     |                                     |                                     |                                     |  |
|  |                                                      |                                                      |                                                      |                                                      |   | C1    | Fusión Tibás                                       | 0                                                  | 1 (4)                                              |                                                    |  |    |                                     |                                     |                                     |                                     |  |
|  |                                                      |                                                      | C2                                                   | San Carlos                                           | 0 | 1 (5) |                                                    |                                                    |                                                    |                                                    |  |    |                                     |                                     |                                     |                                     |  |
|  | 1° B                                                 | Fusión Tibás                                         | C2                                                   | San Carlos                                           | 0 | 1 (5) | 1                                                  | 2                                                  |                                                    |                                                    |  |    |                                     |                                     |                                     |                                     |  |
|  | 1° B                                                 | Fusión Tibás                                         |                                                      |                                                      |   |       |                                                    |                                                    |                                                    |                                                    |  |    |                                     |                                     |                                     |                                     |  |
|  | 3° C                                                 | Turrialba                                            | 2                                                    | 0                                                    |   |       |                                                    |                                                    |                                                    |                                                    |  |    |                                     |                                     |                                     |                                     |  |
|  | 3° C                                                 | Turrialba                                            | 2                                                    | 0                                                    |   |       |                                                    |                                                    |                                                    |                                                    |  | F1 | San Carlos                          | 0                                   | 1 (4)                               |                                     |  |
|  |                                                      |                                                      |                                                      |                                                      |   |       |                                                    |                                                    |                                                    |                                                    |  | F1 | San Carlos                          | 0                                   | 1 (4)                               |                                     |  |
|  |                                                      |                                                      | F2                                                   | Santacruceña                                         | 1 | 0 (5) |                                                    |                                                    |                                                    |                                                    |  |    |                                     |                                     |                                     |                                     |  |
|  | 1° C                                                 | Barrio México                                        | F2                                                   | Santacruceña                                         | 1 | 0 (5) | 1                                                  | 2 (4)                                              |                                                    |                                                    |  |    |                                     |                                     |                                     |                                     |  |
|  | 1° C                                                 | Barrio México                                        |                                                      |                                                      |   |       |                                                    |                                                    |                                                    |                                                    |  |    |                                     |                                     |                                     |                                     |  |
|  | 2° A                                                 | Santacruceña                                         | 1                                                    | 2 (5)                                                |   |       |                                                    |                                                    |                                                    |                                                    |  |    |                                     |                                     |                                     |                                     |  |
|  | 2° A                                                 | Santacruceña                                         | 1                                                    | 2 (5)                                                |   | C3    | Santacruceña                                       | 1                                                  | 1                                                  |                                                    |  |    |                                     |                                     |                                     |                                     |  |
|  |                                                      |                                                      |                                                      |                                                      |   | C3    | Santacruceña                                       | 1                                                  | 1                                                  |                                                    |  |    |                                     |                                     |                                     |                                     |  |
|  |                                                      |                                                      | C4                                                   | Uruguay                                              | 0 | 0     |                                                    |                                                    |                                                    |                                                    |  |    |                                     |                                     |                                     |                                     |  |
|  | 2° B                                                 | Univ. de Costa Rica                                  | C4                                                   | Uruguay                                              | 0 | 0     | 3                                                  | 0                                                  |                                                    |                                                    |  |    |                                     |                                     |                                     |                                     |  |
|  | 2° B                                                 | Univ. de Costa Rica                                  |                                                      |                                                      |   |       |                                                    |                                                    |                                                    |                                                    |  |    |                                     |                                     |                                     |                                     |  |
|  | 2° C                                                 | Uruguay                                              | 2                                                    | 2                                                    |   |       |                                                    |                                                    |                                                    |                                                    |  |    |                                     |                                     |                                     |                                     |  |
|  | 2° C                                                 | Uruguay                                              | 2                                                    | 2                                                    |   |       |                                                    |                                                    |                                                    |                                                    |  |    |                                     |                                     |                                     |                                     |  |
|  |                                                      |                                                      |                                                      |                                                      |   |       |                                                    |                                                    |                                                    |                                                    |  |    |                                     |                                     |                                     |                                     |  |

### Cuartos de final

#### Barrio México - Santacruceña
| 9 de abril de 2005, 19:15 | Santacruceña      | 1:1     | Barrio México | Estadio Cacique Diriá, Santa Cruz, Guanacaste |  |
|                           | - Sergio Vallejos | Reporte | - José Araya  |                                               |  |

| 16 de abril de 2005, 13:30 | Barrio México                                                                | 2:2 (0:1, 1:1) (4:5 p.)(Global 3:3) | Santacruceña                                                                              | Estadio Sanjuaneño, Tibás, San José |  |
|                            | - Deiby Madrigal 90+1' (a.g.) - Leonardo Adams 95'                           | Reporte                             | - Juan Martín Juárez 43' - Dennis Mejicano 110'                                           |                                     |  |
|                            |                                                                              | Tiros desde el punto penal          |                                                                                           |                                     |  |
|                            | - Andrés Chaves - José Araya - Enar Blanco - Randy Ugarte - Stephen Lawrence |                                     | - Javier Álvarez - Deiby Madrigal - Orlando López - Dennis Mejicano - Juan Carlos Dinarte |                                     |  |

#### Fusión Tibás - Turrialba
| 10 de abril de 2005, 15:00 | Turrialba                   | 2:1 (1:0) | Fusión Tibás         | Estadio Rafael Camacho, Turrialba, Cartago |  |
|                            | - Eduardo Valverde 12', 51' | Reporte   | - Ulises Álvarez 89' |                                            |  |

| 16 de abril de 2005, 18:00 | Fusión Tibás                          | 2:0 (1:0) (Global 3:2) | Turrialba | Estadio Ricardo Saprissa, Tibás, San José |  |
|                            | - Jorge Iván León 15' - Roy Myers 60' | Reporte                |           |                                           |  |

#### Universidad - Uruguay
| 9 de abril de 2005, 19:00 | Uruguay de Coronado                       | 2:3 (0:2) | Universidad de Costa Rica                                       | Estadio El Labrador, Coronado, San José |  |
|                           | - John González 62' - William Roblero 81' | Reporte   | - Fabricio Mena 7' - Ariel Rodríguez 25' - Alberto González 69' |                                         |  |

| 17 de abril de 2005, 11:00 | Universidad de Costa Rica | 0:2 (0:1) (Global 3:4) | Uruguay de Coronado                              | Estadio Ecológico, Montes de Oca, San José |  |
|                            |                           | Reporte                | - Álvaro Barrantes 30' - Juan Luis Hernández 65' |                                            |  |

#### San Carlos - Alfaro Ruiz
| 11 de abril de 2005, 12:00                                                                                      | Alfaro Ruiz                                | 2:0 (1:0) | San Carlos | Estadio Guido Rodríguez, Zarcero, Alajuela |                                  |
| | - Bernabé Aguilera 39' - Rayman Solano 51' | Reporte   |            | Árbitro(s): Luis Fernando Cortés           | Árbitro(s): Luis Fernando Cortés |
| Originalmente se iba a disputar el 10 de abril, pero se trasladó al día siguiente debido a una intensa neblina. |                                            |           |            |                                            |                                  |

| 16 de abril de 2005, 19:15 | San Carlos                  | 3:0 (2:0) (Global 3:2) | Alfaro Ruiz | Estadio Carlos Ugalde, San Carlos, Alajuela |  |
|                            | - Keilor Soto 31', 43', 90' | Reporte                |             |                                             |  |

### Semifinales

#### Santacruceña - Uruguay
| 23 de abril de 2005 | Uruguay de Coronado | 0:1 (0:0) | Santacruceña          | Estadio El Labrador, Coronado, San José |  |
|                     |                     | Reporte   | - Sergio Vallejos 58' |                                         |  |

| 1 de mayo de 2005, 12:15 | Santacruceña            | 1:0 (1:0) (Global 2:0) | Uruguay de Coronado | Estadio Cacique Diriá, Santa Cruz, Guanacaste |  |
|                          | - Juan Martín Juárez 9' | Reporte                |                     |                                               |  |

#### Fusión Tibás - San Carlos
| 23 de abril de 2005 | San Carlos | 0:0     | Fusión Tibás | Estadio Carlos Ugalde, San Carlos, Alajuela |  |
|                     |            | Reporte |              |                                             |  |

| 30 de abril de 2005, 18:00 | Fusión Tibás                                                                                 | 1:1 (0:1, 1:1) (4:5 p.)(Global 1:1) | San Carlos                                                                       | Estadio Ricardo Saprissa, Tibás, San José |  |
|                            | - Andy Furtado 90+4'                                                                         | Reporte                             | - Ricardo Vargas 14' (pen.)                                                      |                                           |  |
|                            |                                                                                              | Tiros desde el punto penal          |                                                                                  |                                           |  |
|                            | - Luis Guillermo Campos - Johnny Acosta - Joel Fajardo - Randall Azofeifa - Jonathan Pizarro |                                     | - Keilor Soto - Willy Ríos - Carlos Picado - Alejandro Alfaro - Claudio Céspedes |                                           |  |

### Final

#### San Carlos - Santacruceña
| 8 de mayo de 2005, 11:00 | Santacruceña         | 1:0 (0:0) | San Carlos | Estadio Cacique Diriá, Santa Cruz, Guanacaste |                             |
|                          | - Deyby Madrigal 55' | Reporte   |            | Árbitro(s): Mario Barrantes                   | Árbitro(s): Mario Barrantes |

| 14 de mayo de 2005, 19:15 | San Carlos             | 1:0 (0:0) (4:5 p.) (Global 1:1) | Santacruceña | Estadio Carlos Ugalde, San Carlos, Alajuela |                         |
|                           | - Alejandro Alfaro 89' | Reporte                         |              | Árbitro(s): Rafael Vega                     | Árbitro(s): Rafael Vega |

## Final nacional

### Fusión Tibás - Santacruceña
| 22 de mayo de 2005, 12:15 | Santacruceña                                                              | 3:0 (1:0) | Fusión Tibás | Estadio Cacique Diriá, Santa Cruz, Guanacaste |                              |
|                           | - Juan Carlos Dinarte 32' (pen.) - Jaber Álvarez 57' - Jeffry Murillo 82' | Reporte   |              | Árbitro(s): Adolfo Chavarría                  | Árbitro(s): Adolfo Chavarría |

| 28 de mayo de 2005, 16:00 | Fusión Tibás                                       | 2:1 (1:0) (Global 2:4) | Santacruceña             | Estadio Ricardo Saprissa, Tibás, San José |                                  |
|                           | - Randall Azofeifa 17' - Luis Guillermo Campos 87' | Reporte                | - Juan Martín Juárez 46' | Árbitro(s): Orlando Portocarrero          | Árbitro(s): Orlando Portocarrero |

#### Final - ida
| -     | POR   | Ronny Fernández      |     |
|       | DEF   | Orlando López        |     |
|       | DEF   | Noel Cubillo         |     |
|       | DEF   | Juan Carlos Dinarte  |     |
|       | DEF   | Sergio Vallejos      |     |
|       | MED   | Juan Martín Juárez   | 77' |
|       | MED   | Dennis Mejicano      |     |
|       | MED   | Rolando Álvarez      |     |
|       | MED   | Everardo Gutiérrez   | 45' |
|       | DEL   | Jaber Álvarez        |     |
|       | DEL   | Jean Galeano         |     |
| D. T. | D. T. | Hernán Fernando Sosa |     |

| -     | POR   | Rodolfo Álvarez       |     |
|       | DEF   | Jonathan Pizarro      |     |
|       | DEF   | Johnny Acosta         |     |
|       | DEF   | Llerguth Álvarez      | 80' |
|       | DEF   | Kraesher Mooke        |     |
|       | MED   | Armando Alonso        |     |
|       | MED   | Saúl Phillips         |     |
|       | MED   | Randall Azofeifa      |     |
|       | MED   | Joel Fajardo          | 69' |
|       | DEL   | Andy Furtado          |     |
|       | DEL   | Luis Guillermo Campos | 61' |
| D. T. | D. T. | Vladimir Quesada      |     |

| - | MED | Logan Santamaría | 45' |
|   | DEL | Jeffry Murillo   | 77' |

| - | MED | Ulises Álvarez | 61' |
|   | MED | Roy Myers      | 69' |
|   | DEF | Javier Loaiza  | 80' |

| 32' · 57' · 82' | Juan Carlos Dinarte Jaber Álvarez Jeffry Murillo | 1:0 2:0 3:0 |

| 83' | Jaber Álvarez |

| Principal  | Adolfo Chavarría |
| Asistentes | Edgar Otárola    |
|            | Carlos Picado    |

| -     | POR   | Ronny Fernández      |     |
|       | DEF   | Orlando López        |     |
|       | DEF   | Noel Cubillo         |     |
|       | DEF   | Juan Carlos Dinarte  |     |
|       | DEF   | Sergio Vallejos      |     |
|       | MED   | Juan Martín Juárez   | 77' |
|       | MED   | Dennis Mejicano      |     |
|       | MED   | Rolando Álvarez      |     |
|       | MED   | Everardo Gutiérrez   | 45' |
|       | DEL   | Jaber Álvarez        |     |
|       | DEL   | Jean Galeano         |     |
| D. T. | D. T. | Hernán Fernando Sosa |     |

| -     | POR   | Rodolfo Álvarez       |     |
|       | DEF   | Jonathan Pizarro      |     |
|       | DEF   | Johnny Acosta         |     |
|       | DEF   | Llerguth Álvarez      | 80' |
|       | DEF   | Kraesher Mooke        |     |
|       | MED   | Armando Alonso        |     |
|       | MED   | Saúl Phillips         |     |
|       | MED   | Randall Azofeifa      |     |
|       | MED   | Joel Fajardo          | 69' |
|       | DEL   | Andy Furtado          |     |
|       | DEL   | Luis Guillermo Campos | 61' |
| D. T. | D. T. | Vladimir Quesada      |     |

| - | MED | Logan Santamaría | 45' |
|   | DEL | Jeffry Murillo   | 77' |

| - | MED | Ulises Álvarez | 61' |
|   | MED | Roy Myers      | 69' |
|   | DEF | Javier Loaiza  | 80' |

| 32' · 57' · 82' | Juan Carlos Dinarte Jaber Álvarez Jeffry Murillo | 1:0 2:0 3:0 |

| 83' | Jaber Álvarez |

| Principal  | Adolfo Chavarría |
| Asistentes | Edgar Otárola    |
|            | Carlos Picado    |

| -     | POR   | Ronny Fernández      |     |
|       | DEF   | Orlando López        |     |
|       | DEF   | Noel Cubillo         |     |
|       | DEF   | Juan Carlos Dinarte  |     |
|       | DEF   | Sergio Vallejos      |     |
|       | MED   | Juan Martín Juárez   | 77' |
|       | MED   | Dennis Mejicano      |     |
|       | MED   | Rolando Álvarez      |     |
|       | MED   | Everardo Gutiérrez   | 45' |
|       | DEL   | Jaber Álvarez        |     |
|       | DEL   | Jean Galeano         |     |
| D. T. | D. T. | Hernán Fernando Sosa |     |

| -     | POR   | Rodolfo Álvarez       |     |
|       | DEF   | Jonathan Pizarro      |     |
|       | DEF   | Johnny Acosta         |     |
|       | DEF   | Llerguth Álvarez      | 80' |
|       | DEF   | Kraesher Mooke        |     |
|       | MED   | Armando Alonso        |     |
|       | MED   | Saúl Phillips         |     |
|       | MED   | Randall Azofeifa      |     |
|       | MED   | Joel Fajardo          | 69' |
|       | DEL   | Andy Furtado          |     |
|       | DEL   | Luis Guillermo Campos | 61' |
| D. T. | D. T. | Vladimir Quesada      |     |

| - | MED | Logan Santamaría | 45' |
|   | DEL | Jeffry Murillo   | 77' |

| - | MED | Ulises Álvarez | 61' |
|   | MED | Roy Myers      | 69' |
|   | DEF | Javier Loaiza  | 80' |

| 32' · 57' · 82' | Juan Carlos Dinarte Jaber Álvarez Jeffry Murillo | 1:0 2:0 3:0 |

| 83' | Jaber Álvarez |

| Principal  | Adolfo Chavarría |
| Asistentes | Edgar Otárola    |
|            | Carlos Picado    |

| -     | POR   | Ronny Fernández      |     |
|       | DEF   | Orlando López        |     |
|       | DEF   | Noel Cubillo         |     |
|       | DEF   | Juan Carlos Dinarte  |     |
|       | DEF   | Sergio Vallejos      |     |
|       | MED   | Juan Martín Juárez   | 77' |
|       | MED   | Dennis Mejicano      |     |
|       | MED   | Rolando Álvarez      |     |
|       | MED   | Everardo Gutiérrez   | 45' |
|       | DEL   | Jaber Álvarez        |     |
|       | DEL   | Jean Galeano         |     |
| D. T. | D. T. | Hernán Fernando Sosa |     |

| -     | POR   | Rodolfo Álvarez       |     |
|       | DEF   | Jonathan Pizarro      |     |
|       | DEF   | Johnny Acosta         |     |
|       | DEF   | Llerguth Álvarez      | 80' |
|       | DEF   | Kraesher Mooke        |     |
|       | MED   | Armando Alonso        |     |
|       | MED   | Saúl Phillips         |     |
|       | MED   | Randall Azofeifa      |     |
|       | MED   | Joel Fajardo          | 69' |
|       | DEL   | Andy Furtado          |     |
|       | DEL   | Luis Guillermo Campos | 61' |
| D. T. | D. T. | Vladimir Quesada      |     |

| - | MED | Logan Santamaría | 45' |
|   | DEL | Jeffry Murillo   | 77' |

| - | MED | Ulises Álvarez | 61' |
|   | MED | Roy Myers      | 69' |
|   | DEF | Javier Loaiza  | 80' |

| 32' · 57' · 82' | Juan Carlos Dinarte Jaber Álvarez Jeffry Murillo | 1:0 2:0 3:0 |

| 83' | Jaber Álvarez |

| Principal  | Adolfo Chavarría |
| Asistentes | Edgar Otárola    |
|            | Carlos Picado    |

#### Final - vuelta
| -     | POR   | Rodolfo Álvarez       |     |
|       | DEF   | Jonathan Pizarro      |     |
|       | DEF   | Johnny Acosta         |     |
|       | DEF   | Jorge Iván León       | 85' |
|       | DEF   | Kraesher Mooke        |     |
|       | MED   | Armando Alonso        |     |
|       | MED   | Roy Myers             | 65' |
|       | MED   | Saúl Phillips         |     |
|       | MED   | Randall Azofeifa      |     |
|       | DEL   | Andy Furtado          |     |
|       | DEL   | Luis Guillermo Campos |     |
| D. T. | D. T. | Vladimir Quesada      |     |

| -     | POR   | Ronny Fernández      |     |
|       | DEF   | Orlando López        |     |
|       | DEF   | Noel Cubillo         |     |
|       | DEF   | Sergio Vallejos      |     |
|       | DEF   | Logan Santamaría     |     |
|       | MED   | Juan Martín Juárez   |     |
|       | MED   | Dennis Mejicano      |     |
|       | MED   | Rolando Álvarez      |     |
|       | MED   | Everardo Gutiérrez   | 14' |
|       | DEL   | Pablo Rodríguez      | 65' |
|       | DEL   | Jean Galeano         | 9'  |
| D. T. | D. T. | Hernán Fernando Sosa |     |

| - | DEF | Italo Marenco  | 65' |
|   | MED | Ulises Álvarez | 85' |

| - | MED | Jeremy Noguera | 9'  |
|   | DEL | Jeffry Murillo | 14' |
|   | DEF | Bismark Acosta | 65' |

| 17' · 87' | Randall Azofeifa Luis Guillermo Campos | 1:0 2:1 |

| 46' | Juan Martín Juárez | 1:1 |

| 80' | Italo Marenco |

| Principal  | Orlando Portocarrero |
| Asistentes | Jorge Villalobos     |
|            | Marvin Ramírez       |

| -     | POR   | Rodolfo Álvarez       |     |
|       | DEF   | Jonathan Pizarro      |     |
|       | DEF   | Johnny Acosta         |     |
|       | DEF   | Jorge Iván León       | 85' |
|       | DEF   | Kraesher Mooke        |     |
|       | MED   | Armando Alonso        |     |
|       | MED   | Roy Myers             | 65' |
|       | MED   | Saúl Phillips         |     |
|       | MED   | Randall Azofeifa      |     |
|       | DEL   | Andy Furtado          |     |
|       | DEL   | Luis Guillermo Campos |     |
| D. T. | D. T. | Vladimir Quesada      |     |

| -     | POR   | Ronny Fernández      |     |
|       | DEF   | Orlando López        |     |
|       | DEF   | Noel Cubillo         |     |
|       | DEF   | Sergio Vallejos      |     |
|       | DEF   | Logan Santamaría     |     |
|       | MED   | Juan Martín Juárez   |     |
|       | MED   | Dennis Mejicano      |     |
|       | MED   | Rolando Álvarez      |     |
|       | MED   | Everardo Gutiérrez   | 14' |
|       | DEL   | Pablo Rodríguez      | 65' |
|       | DEL   | Jean Galeano         | 9'  |
| D. T. | D. T. | Hernán Fernando Sosa |     |

| - | DEF | Italo Marenco  | 65' |
|   | MED | Ulises Álvarez | 85' |

| - | MED | Jeremy Noguera | 9'  |
|   | DEL | Jeffry Murillo | 14' |
|   | DEF | Bismark Acosta | 65' |

| 17' · 87' | Randall Azofeifa Luis Guillermo Campos | 1:0 2:1 |

| 46' | Juan Martín Juárez | 1:1 |

| 80' | Italo Marenco |

| Principal  | Orlando Portocarrero |
| Asistentes | Jorge Villalobos     |
|            | Marvin Ramírez       |

| -     | POR   | Rodolfo Álvarez       |     |
|       | DEF   | Jonathan Pizarro      |     |
|       | DEF   | Johnny Acosta         |     |
|       | DEF   | Jorge Iván León       | 85' |
|       | DEF   | Kraesher Mooke        |     |
|       | MED   | Armando Alonso        |     |
|       | MED   | Roy Myers             | 65' |
|       | MED   | Saúl Phillips         |     |
|       | MED   | Randall Azofeifa      |     |
|       | DEL   | Andy Furtado          |     |
|       | DEL   | Luis Guillermo Campos |     |
| D. T. | D. T. | Vladimir Quesada      |     |

| -     | POR   | Ronny Fernández      |     |
|       | DEF   | Orlando López        |     |
|       | DEF   | Noel Cubillo         |     |
|       | DEF   | Sergio Vallejos      |     |
|       | DEF   | Logan Santamaría     |     |
|       | MED   | Juan Martín Juárez   |     |
|       | MED   | Dennis Mejicano      |     |
|       | MED   | Rolando Álvarez      |     |
|       | MED   | Everardo Gutiérrez   | 14' |
|       | DEL   | Pablo Rodríguez      | 65' |
|       | DEL   | Jean Galeano         | 9'  |
| D. T. | D. T. | Hernán Fernando Sosa |     |

| - | DEF | Italo Marenco  | 65' |
|   | MED | Ulises Álvarez | 85' |

| - | MED | Jeremy Noguera | 9'  |
|   | DEL | Jeffry Murillo | 14' |
|   | DEF | Bismark Acosta | 65' |

| 17' · 87' | Randall Azofeifa Luis Guillermo Campos | 1:0 2:1 |

| 46' | Juan Martín Juárez | 1:1 |

| 80' | Italo Marenco |

| Principal  | Orlando Portocarrero |
| Asistentes | Jorge Villalobos     |
|            | Marvin Ramírez       |

| -     | POR   | Rodolfo Álvarez       |     |
|       | DEF   | Jonathan Pizarro      |     |
|       | DEF   | Johnny Acosta         |     |
|       | DEF   | Jorge Iván León       | 85' |
|       | DEF   | Kraesher Mooke        |     |
|       | MED   | Armando Alonso        |     |
|       | MED   | Roy Myers             | 65' |
|       | MED   | Saúl Phillips         |     |
|       | MED   | Randall Azofeifa      |     |
|       | DEL   | Andy Furtado          |     |
|       | DEL   | Luis Guillermo Campos |     |
| D. T. | D. T. | Vladimir Quesada      |     |

| -     | POR   | Ronny Fernández      |     |
|       | DEF   | Orlando López        |     |
|       | DEF   | Noel Cubillo         |     |
|       | DEF   | Sergio Vallejos      |     |
|       | DEF   | Logan Santamaría     |     |
|       | MED   | Juan Martín Juárez   |     |
|       | MED   | Dennis Mejicano      |     |
|       | MED   | Rolando Álvarez      |     |
|       | MED   | Everardo Gutiérrez   | 14' |
|       | DEL   | Pablo Rodríguez      | 65' |
|       | DEL   | Jean Galeano         | 9'  |
| D. T. | D. T. | Hernán Fernando Sosa |     |

| - | DEF | Italo Marenco  | 65' |
|   | MED | Ulises Álvarez | 85' |

| - | MED | Jeremy Noguera | 9'  |
|   | DEL | Jeffry Murillo | 14' |
|   | DEF | Bismark Acosta | 65' |

| 17' · 87' | Randall Azofeifa Luis Guillermo Campos | 1:0 2:1 |

| 46' | Juan Martín Juárez | 1:1 |

| 80' | Italo Marenco |

| Principal  | Orlando Portocarrero |
| Asistentes | Jorge Villalobos     |
|            | Marvin Ramírez       |

|                            |
| Campeón A. D. Santacruceña |
| 1.er título                |

## Estadísticas

### Máximos goleadores
Lista con los máximos goleadores de la competencia.
| Núm. | Jugador               | Equipo       | Goles |
| ---- | --------------------- | ------------ | ----- |
| 1°   | Ricardo Vargas        | San Carlos   | 22    |
| 2°   | Néctor Centeno        | Cariari      | 20    |
| 3°   | Eduardo Valverde      | Turrialba    | 17    |
| 4°   | Randall Azofeifa      | Fusión Tibás | 16    |
| 5°   | Randy Cubero          | Universidad  | 13    |
| 5°   | Luis Guillermo Campos | Fusión Tibás | 13    |
| 7°   | José Núñez            | Turrialba    | 12    |